# Telefonvorwahl (Luxemburg)
Telefonvorwahlen im eigentlichen Sinne existieren in Luxemburg nicht. 
In Luxemburg waren Telefonnummern historisch sechs Ziffern lang, wobei die ersten beiden Ziffern den Anschlussbereich der Telefonnummer angeben. Seit 2000 werden, da der Nummerierungsraum für Telefonnummern in Luxemburg weitestgehend ausgeschöpft ist, neue Telefonnummern nur noch mit dem Präfix 24, 26 und 27 vergeben; diese Telefonnummern sind dann insgesamt acht Ziffern lang.
Da Luxemburg die Rufnummernmitnahme für Telefonnummern eingeführt hat, lässt sich aus der Vorwahl nicht zwingend schließen, wo sich der Teilnehmer heute befindet, nur, wo die Rufnummer ursprünglich geschaltet war.

## Geographische Nummerierungsbereiche
- 22: Luxemburg-Stadt
- 23: Bad Mondorf, Niederkerschen, Noerdingen, Remich
- 24: erweiterter Nummerierungsraum für neue Telefonnummern nach 2000
- 25: Luxemburg-Stadt
- 26: erweiterter Nummerierungsraum für neue Telefonnummern nach 2000
- 27: erweiterter Nummerierungsraum für neue Telefonnummern nach 2000
- 28: Luxemburg-Stadt
- 29: Luxemburg-Stadt
- 30: Kehlen
- 31: Bartringen, Mamer, Strassen
- 32: Lintgen, Mersch, Steinfort
- 33: Steinsel, Walferdingen
- 34: Niederanven
- 35: Sandweiler
- 36: Hesperingen, Roeser
- 37: Leudelingen, Monnerich
- 39: Koerich, Hobscheid
- 4: Luxemburg-Stadt
- 71: Betzdorf
- 72: Echternach
- 74: Wasserbillig
- 75: Grevenmacher
- 76: Wormeldingen
- 78: Junglinster
- 80: Diekirch
- 81: Ettelbrück
- 83: Vianden
- 87: Fels
- 88: Mertzig, Wahl
- 89: Esch-Sauer
- 92: Clerf, Hosingen
- 95: Wiltz
- 99: Ulflingen

## Nicht geographische Nummerierungsbereiche
- 11: reserviert für Sonderrufnummern (Euronotruf 112, Polizei 113)
- 12: Interneteinwahldienste
- 13: Massenverkehrsdienste
- 15: Call-by-Call
- 20: nicht ortsgebundene IP-Telefonie-Dienste
- 621: Mobilfunk (Post)
- 661: Mobilfunk (Orange Luxembourg)
- 691: Mobilfunk (Proximus Luxembourg -  Unter der Marke Tango für Privatkunden)
- 800: Freephone
- 801: Shared-Cost-Dienste
- 900: Mehrwertdienste (Informationsdienste)
- 901: Mehrwertdienste (Spiele)
- 905: Mehrwertdienste (Erotik-Hotlines)